# María Luisa Artecona de Thompson
María Luisa Artecona de Thompson (Guarambaré, Departamento Central, 1919-Asunción, 10 de diciembre de 2003) fue una escritora, docente y poetisa paraguaya.

## Infancia y juventud
Nacida en Guarambaré, sus padres fueron Guillermo Artecona y María Cárdenas. Sus primeros estudios los realizó en su ciudad natal. Siendo muy joven, llegó a Asunción y se instaló con sus padres en el barrio Santísima Trinidad, este lugar de ensueños y fantasías que fue motivo de inspiración a su creatividad. Ingresó a la Universidad Nacional de Asunción, Facultad de Filosofía, de donde egresó con el título de Licenciada en Letras por la Facultad de Filosofía y Letras de la Universidad Nacional de Asunción.
Siendo estudiante, formó parte de un grupo de intelectuales que lideraba en la Facultad de Filosofía y tuvo la suerte de ser elegida como docente universitaria en el área de Castellano. Asimismo se especializó en la enseñanza de Literatura y de Castellano en escuelas y colegios públicos y privados.
Contrajo nupcias con Roberto Thompson Molinas, con quien tuvo cuatro hijos: Roberto (†), Hugo (†); Mónica y Jaqueline.

## Primeros pasos
En la Facultad de Filosofía y Letras de la Universidad Nacional de Asunción, ubicada en Itá Pytã Punta, se destacaba por sus escritos dirigidos a los niños, para quienes escribía versos y cuentos cortos. Tenía su grupo de amigos, con quienes impulsó la promoción del 50, donde más aún mostró sus habilidades en la literatura infantil, le encantaban los niños, pero había una en especial se llamaba Celeste Pamela.

## Trayectoria
Por su perseverancia y esmero hacia el trabajo fue seleccionada como asesora del Departamento de Extensión Cultural del Ministerio de Educación y Cultura, donde trabajó muchos años hasta jubilarse.
Se destacó como poeta, dramaturga y cuentista. 
Sus escritos deleitaban a los niños y más aún a las maestras que, al leerlos, deleitaban a sus alumnos en el aula. Sus escritos transportaban a los niños a un mundo de fantasía, donde había mucho color y sencillez.

## Obra
| Año  | Obras                                                                  |
| ---- | ---------------------------------------------------------------------- |
| 1960 | Viaje al País de la Campana.                                           |
| 1963 | El sueño Heroico.                                                      |
| 1964 | Canción para dormir una Rosa. Carta al Señor Sol. Gritos en los Andes. |
| 1976 | Villancicos del Paraguay.                                              |
| 1979 | El alfiler enamorado.                                                  |
| 1980 | Teatro de Hikito.                                                      |
| 1992 | Antología de la Literatura Infantojuvenil del Paraguay.                |

Muchas de sus obras fueron publicadas en revistas, libros infantiles y diarios de Paraguay y también en prensa extranjera.

## Sus últimos años
Estuvo casada con el periodista Roberto Thompson, con el cual tuvo dos hijas y dos hijos.
Sus últimos años fueron de mucho sufrimiento. Falleció en Asunción el 10 de diciembre de 2003. Solo sus hijos: Mónica y Jackeline sobreviven; Hugo falleció en el incendio del Ycua Bolaños.

## Enlaces
- anselm.edu.py

- cervantesvirtual